# Бондар Іван Іванович (партійний діяч)
Іва́н Іва́нович Бо́ндар (нар. 1907, село Лави, тепер Сосницького району Чернігівської області — 1966) — український радянський діяч, 2-й секретар Львівського міськкому КП(б)У. Депутат Верховної Ради УРСР 2-го скликання. Член Ревізійної Комісії КП(б)У в 1949—1952 р.

## Біографія
Народився в селянській родині.
Член ВКП(б) з 1926 року (за іншими даними — з 1929 року).
У 1929—1934 роках — студент Київського хіміко-технологічного інституту.
У 1934—1937 роках — заступник начальника, начальник хімічної лабораторії, голова заводського комітету заводу № 221 («Барикади») в місті Сталінграді, РРФСР.
У грудні 1937 — 1939 року — 2-й секретар Барикадного районного комітету ВКП(б) міста Сталінграда.
У 1939—1940 роках — 1-й секретар Барикадного районного комітету ВКП(б) міста Сталінграда.
У березні 1940 — 25 грудня 1944 року — 3-й секретар Сталінградського обласного комітету ВКП(б) з питань промисловості. У 1942—1943 роках працював керівником оперативної групи Ставки Головного командування по Кіровському району міста Сталінграда, особливоуповноваженим з будівництва і мобілізації по Барикадному району міста Сталінграда.
У 1943 році навчався у Вищій школі партійних організаторів при ЦК ВКП(б) у Москві.
У січні 1945 — 1 лютого 1950 року — 2-й секретар Львівського міського комітету КП(б)У.
1 лютого — червень 1950 року — 1-й секретар Львівського міського комітету КП(б)У.
У жовтні 1950 — березні 1955 року — голова виконавчого комітету Херсонської міської ради депутатів трудящих.

## Нагороди
- орден Трудового Червоного Прапора (23.01.1948)
- орден «Знак Пошани»
- орден Червоної Зірки
- медалі